# Sinn (Philosophie)
Sinn ist ein in verschiedene wissenschaftliche Disziplinen hineinreichender Begriff, der teilweise den Bedeutungsgehalt eines sprachlichen Ausdrucks bezeichnet (in der Semantik) oder allgemeiner der Klärung der Beziehung von Sprache, Denken, Intentionalität und Wirklichkeit dient.

## Wortverwendungen
„Sinn“ wird in verschiedenen Gebieten unterschiedlich verwendet: 
- Als sprachlicher Sinn:
  - „Sinn“ als Synonym zu Bedeutung (englisch meaning). Siehe auch Bedeutungstheorie.
  - „Sinn“ (heute: Intension) als Gegenbegriff zu Referenz (bei Gottlob Frege, der die Referenz allerdings als „Bedeutung“ bezeichnet).[1] Ähnlich „Sinn“ als Intension bei Rudolf Carnap.
  - „Sinn“ bezeichnet in der Linguistik auch die Bedeutungsausprägung oder „Lesart“ eines Wortes (engl. sense). Siehe unter Polysemie.

- Als Handlungssinn:

Der Begriff des Handlungssinns bildet einen Übergangsbereich von Soziologie und Philosophie. Hierbei steht „Sinn“ als Synonym für Ziel oder Zweck der Handlung. Siehe unter Handlungstheorie.

## Philosophische Ansätze
Unter dem teleologischen Sinn versteht man das, wozu etwas da ist. Dabei geht es um die Ausrichtung von Prozessen auf ein Ziel.
Vom metaphysischen Sinn des endlich Seienden spricht man, wenn die Bezogenheit auf das unendliche Sein, die Transzendenz bzw. Gott betont werden soll.   

### Aristoteles
Die integrative Funktion des menschlichen Geistes wurde zuerst von Aristoteles beschrieben und als sensus communis in die Wissenschaft eingeführt (de anima III/2).
Das Erkennen von Bewegung, Zahl, Größe und kausalen Zusammenhängen ist nach Aristoteles nicht Leistung der einzelnen Sinne, sondern eines gemeinsamen Sinnes (sensus communis).

### Weick
Der amerikanische Organisationspsychologe Karl E. Weick bezeichnet Sinn als das Ergebnis eines sozialen Prozesses, den er Sensemaking (englisch für „Sinn erzeugen“) nennt. In dieser Betrachtungsweise ist Sinn eine psychische Konstruktion, die im Prozess des Sensemakings entsteht und verändert wird.